# そばにいるね (ribbonの曲)
「そばにいるね」は、ribbonの2枚目のシングル。1990年4月11日にポニーキャニオンよりリリースされた。

## 収録曲
1. そばにいるね
作詞：三浦徳子、作曲・編曲：後藤次利
  - テレビアニメ『たいむとらぶるトンデケマン!』エンディングテーマ
2. Circus Parade
作詞：白峰美津子、作曲：松尾清憲、編曲：水島康貴

| スタブアイコン | サブスタブ | この項目は、まだ閲覧者の調べものの参照としては役立たない、シングルに関連した書きかけの項目です。この項目を加筆・訂正などしてくださる協力者を求めています（P:音楽/PJ:楽曲）。 |